# جنیکا آتاناسیو
جنیکا آتاناسیو (رومانیایی: Genica Athanasiou؛ ۳ ژانویه ۱۸۹۷ – ۱۳ ژوئیه ۱۹۶۶) بازیگر اهل رومانی-فرانسه بود.
از فیلم‌ها یا برنامه‌های تلویزیونی که وی در آن نقش داشته‌است می‌توان به صدف و مرد روحانی، کنت دو مونت-کریستو اشاره کرد.